# Nandus mercatus
Nandus mercatus és una espècie de peix pertanyent a la família Nandidae.

## Descripció
- Pot arribar a fer 7 cm de llargària màxima.
- Perfil predorsal lleugerament còncau.
- 14 espines i 10 radis tous a l'aleta dorsal, 3 espines i 5-6 radis tous a l'anal i 15 radis a la pectoral.
- 22 vèrtebres.
- 29-32 escates a la línia lateral.
- 11-12 fileres d'escates per sota de la línia lateral.[4][5]

## Hàbitat
És un peix d'aigua dolça, pelàgic i de clima tropical (2°N-3°N i 103°E-104°E).

## Distribució geogràfica
Es troba al riu Musi (el sud de Sumatra, Indonèsia).

## Observacions
És inofensiu per als humans.